# 運作中的希坦
運作中的希坦（英語：Operating Thetan, OT）是在山達基教中的高階聽析程序，也指完成相應程序之後所達到的不同級別的狀態，最高境界是完全精神自由的狀態，指一個人瞭解並能夠主導「生命、思想、物質、能量、空間與時間」，而且處理事情不需使用肉體或其他物質媒介。山達基教會聲稱共有十五個OT級別，目前僅開放八種級別可供修行，根據1991年的數據，完成每個級別需至少花費數千美元並需要大量時間。運作中的希坦處於通往完全自由之橋的上半段，根據教義，山達基人必須在首先達到所謂“清新”狀態之後才可以繼續修行。
OT等級的每一級都是保密的，直到山達基人實際達到“運作中的希坦三級”（OT III）時才會透露給他們，OT III也因此稱作火之墻（Wall of Fire）。根據山達基教條，如果OT III程序不當，可以造成肺炎、失眠甚至死亡。而被聽析者必須在參與前簽署免責聲明，聲稱教會及人員與一切後果無關。這些層次的目標是消除「身體希坦」，即「來自其他行星的、依附於我們的、混亂而脫離身體的靈魂」:18。到達“OT第五級”（OT V）時山達基人會有第二道火墻（NOTs）。

## 描述

OT標識是山达基教的注冊商標，僅可在授權下使用。

運作中的希坦（OT）層級處於“通往完全自由之橋”（山達基靈修級別）的高層。山達基人在祛除自己的“反應式心靈”并达到“清新”状态之後，就可以繼續进入OT层面。山达基教义将OT定义为“最高境界”:283 : 283 。運作中的希坦用一个符号来表示，该符号由字母 OT 组成，其中 T 位于 O 内，T 的每个点都以 O 的圆周结束。 :280 : 280 
山达基教将运作中的希坦（OT）描述为一种虔诚的状态，山達基人被教导说，他们将对“物质、能量、空间和时间”（山達基術語称其为質能時空）拥有神一般的控制力。 山達基創始人賀伯特声称，希坦曾被宗教所欺骗，这使得他们无法使用自己的力量创造和毁灭宇宙:81–82 : 81–82 。教会声称，OT并不依赖于物理世界，而达到最高OT水平的山達基人声称，他们能够掌控自己的生活，并能脱离身体“去外部世界”。 
根据宗教学者约翰·高登·梅尔敦的说法，“[OT各层级] 基本上是古代諾斯底主義的变体，關於靈魂落入物質，以及随之而来的负担……在OT[各层级]中，你会发现你是一个希坦，你以前进入过其他的身体。你要学习的一部分是離體（exteriorization）——如何离开你的身体。你还会了解到，你背负着前世的许多负担。” 
虽然階層與證書之分段、分等與覺察圖表中列出了15个OT级别，但教会只發佈了8个。  据前山達基高層人士和批评者麥可·林德称，几十年来，承诺發佈新的级别一直被用来激励教徒捐款或重复他们已经参加过的课程。雲特表示，他不相信这些课程存在。

## 機密材料

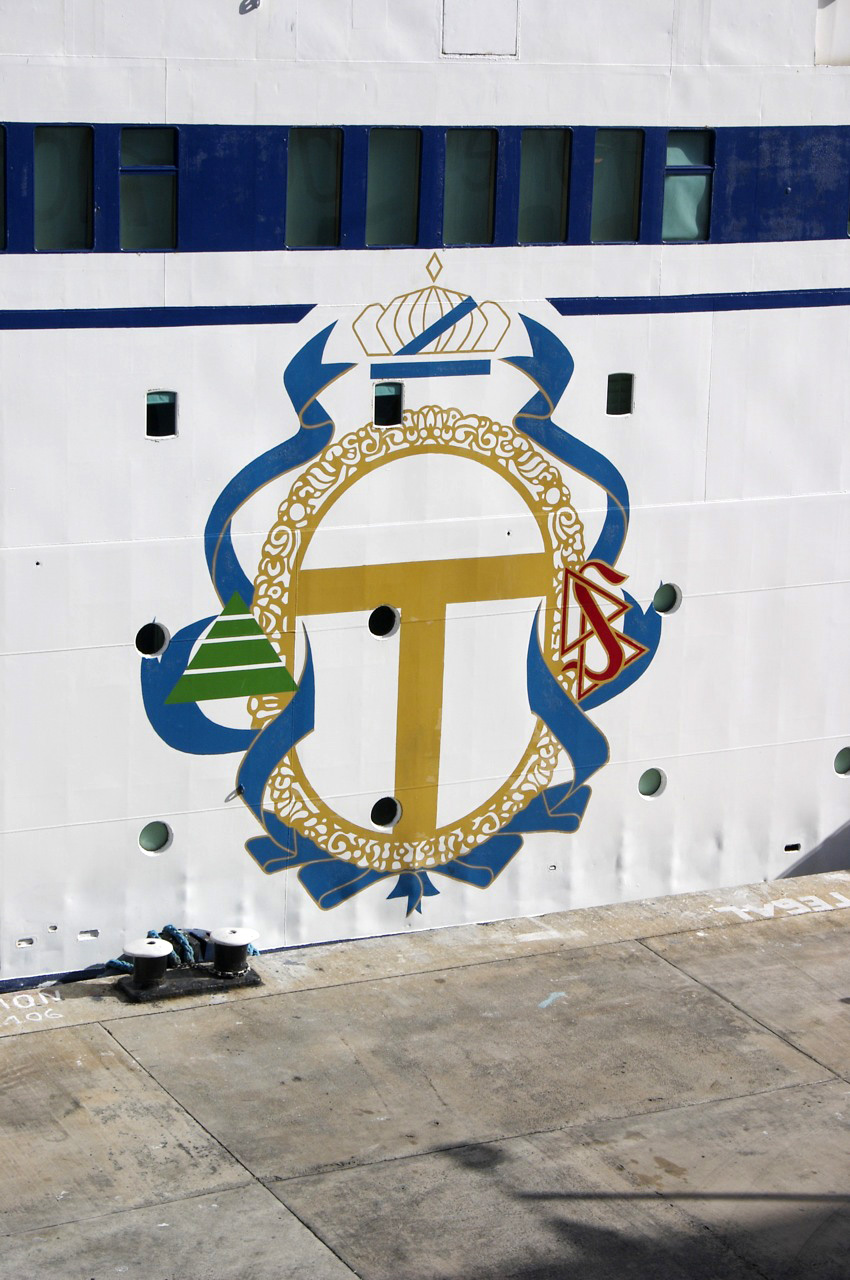
自由風號郵輪是 OT 第八級的唯一訓練場所，OT標識也處於該船標的核心位置。

自1960年代賀伯特發明“橋”上的OT级别以来，它们一直被视为机密。得以阅读OT文件的人都在上锁的房间里阅读，将文件放在系在手腕上的上锁的公文包中携带，並在不使用时將文件安全地锁起来。信徒不得与任何人讨论OT级别，不得泄露其内容或程序，也不得复印甚至做笔记 :100–102 : 100–102 。
信徒必須「受邀」才能參加OT級的訓練。在被邀請之前，信徒必須進行OT準備（OT preps）確保已做好準備步驟，其中包括接受一系列詢問（安全檢查），以確保該人不會構成安全風險並將對材料保密:17–19 : 17–19 。
山達基教會一直積極透過訴訟來保持其 OT 水平的秘密。在1980年代的沃勒斯海姆案中，沃勒斯海姆提交了「OT第三級」（OT III） 資料作為證據，以證明這些資料如何使他精神失常。最終，一家新聞社從法院獲得了一份副本，這份資料被刊登在新聞中。在1990年代的菲什曼案中，從 OT I 到 OT VIII 的所有等級都被展示出來，最終導致其他人獲得了它們，並在之後的互聯網上複製:19 : 19. 。此举导致警方多次对住宅和办公室进行突击检查，并对多名将副本发布到互联网上的人提起诉讼。此类行为被统称为“山达基教对抗互联网”。
2008年3月24日，維基解密在其网站上公布了所有八个级别的OT训练说明。三天之後，莫克森與科布林律師事務所代表山達基教會向維基解密致函稱其侵犯著作權，要求刪除這些文件。作為回應，維基解密表示他們不會遵守，相反會發布更多的山達基文件。山達基教會未能將這些文件從網站上刪除。
休·B·厄本 (Hugh B. Urban) 透過對相關爭議的討論來探究了教會保密OT級別內容的目的。他声称保密是激励山達基人並給予他們不斷攀爬“通往完全自由之橋”的动力，特别是达到最高級別OT VIII 的层次。

## OT層級
儘管“通往完全自由之橋”圖表上列出了高于清新状态的15个OT等级，但在賀伯特的一生中只有七个被公開:101。最高等級“OT第八級”于1988年向公众发布，也就是賀伯特去世的兩年之後:126 : 126 。
OT一至五级只能在教會高階機構中传授。OT六和七級只能在旗艦服務機構交付。最高級的OT八則只能在自由風郵輪上的旗艦船服務機構上進行 : 126 。

### OT I
“这个自我聽析级别是清新者迈向完整 OT 能力的第一步，而这第一步是对MEST宇宙和其他生物的全新因果 OT 观点。”截至2013年，升级到 OT I 级的费用为2750美元。

### OT II
“透過面對全軌跡（即，前世）上隱藏的自我存在領域，大量的能量和注意力被釋放。那些處於自我聽析級別的人會體驗到自我決定論和天生能力的復甦。 OT II 解鎖了全軌跡上曾讓希坦失去天生自由和能力的異常因素，使得一個人獲得了面對全軌跡的能力。”在2013年，从 OT I 升级到 OT II 的费用为5225美元。 

### OT III：火之牆
媒體的注意力主要集中在「OT第三級」上，據報道，它講述了7500萬年前的宇宙歷史。這一層被稱為“第一道火牆”，聲稱“揭示了地球人苦難的原因”。據稱，就連賀伯特本人也很花了大力气才實現這一等级:18 : 18 。
賀伯特在1967年創立海洋機構（教會核心成員組成的組織）後不到一個月就宣布發現了一項重要突破。他將其描述為「消除阻礙人類和平與寬容的心理因素的手段」。新材料隨即構成了運作中的希坦第III級。
「這個自我聽析級別將穿越所謂的‘火之牆’，圍繞著之前無法破解的全軌跡之謎。什麼阻止了一個人做自己？這個級別回答了這個問題。一旦完成，一個人就會擺脫困住他的整個軌跡。在這裡，他會面對並根除困擾這個宇宙數千年的第四動力的印痕。 」也就是說，這個級別的核心是：「身體希坦」才是阻止全人類真正做自己的原因，而其來源即是外星人領袖「茲努」在7500萬年前造成人類苦難的神話故事。山達基也因此被賦予了拯救人類的使命。
山達基教義認為「OT第三級」是一個危險的過程，如果程序運作不正確，可能會導致肺炎、睡眠不足甚至死亡。在“加州山達基教會訴考夫曼案”中，被告被要求簽署一份棄權書，內容是「山達基組織、其分支機構和成員以及L. 羅恩·賀伯特對「OT第三級中可能發生在我身體或精神上的任何事情概不負責」。
「OT第三級」記載了教會的秘密教義，成員必須受到邀請才能“做這件事”，並且他們必須簽署保密合約。 在2013年，從 OT II 升級到 OT III 的費用為8910美元。

### OT IV：OT 藥物程式
「這個層次處理了全軌跡中藥物和毒藥的影響所導致的隱藏問題和生命宇宙中的停頓。這是可以消除藥物對精神的最後一點點影響的最後的一步。在高階機構或是旗艦處進行牧師服務。大約12.5到25個小時完成。」

OT高級標識，在OT V級以上的山達基人可以使用。

### OT V：接受聼析的OT新紀元戴尼提（NOTs）
「第二道火之牆由26個獨立的步驟組成，被描述為處理『活生生的閃電，生命本身的本質』。這一關卡解決了一個人的最後問題，這些問題可能會阻止他實現所有動態的完全自由。這是在高階機構或旗艦處進行的的一個聽析級別，用時約50個小時。」

### OT VI：獨自NOTs聼析课程
「在開始單獨聽析新OT VII 之前，人所接受的訓練非常強大，實際上已經構成了整個OT等級。在獨自NOT上，人們要處理一種複雜性，它旨在摧毀自己作為希坦所擁有的真正力量和能力。獨自NOT聽析員會掌握廣泛的聽析技能，以處理OT VIII 上可能發生的巨大現象。完成新的單獨聽析員課程後，大約需要 3-4 週的時間。 」

### OT VII：獨自NOTs完成
「在新 OT VII 中，一個人每天獨自在家進行聽析。這是一個漫長的階段，需要相當長的時間才能完成。這是OT之前的最後一個級別，最終會以獲得生命起因（CAUSE OVER LIFE）的狀態而告終。 」

### OT VIII：真理的揭露
許多花費數十年時間和數十萬美元到達山達基橋頂峰的人在最終到達那裡時感到非常噁心，認為這是他們在山達基教中所做的最後一件事 :126。
 — 麥可·林德
OT VIII 是山達基教中最高級的課程，只有在自由風號郵輪上才能學習。據稱它揭示了“賀伯特教義的終極秘密”:19。
「OT第八級」的原始版本於1988年發布，由賀伯特本人撰寫，而第二個「修訂版本」於1991年由一位未透露姓名的編輯發布。這兩個版本都是在賀伯特本人去世之後才發行的。原著中包含一個世界末日預言，稱銀河邦聯（Galactic Confederacy）將很快回歸，並通過心靈感應奴役整個宇宙，但賀伯特寫道，他將轉世復生，並以救世主的身份來「阻止一連串旨在讓我們所有人成為快樂的奴隸的事件」。早期學習此版本的山達基人對此突然停住，教會隨即將其修改為現在的版本。教會最初聲稱在菲什曼宣誓書中發現的原始版本是偽造的，但後來承認該版本受教會版權保護，從而證明了其真實性。他們現在使用的「修訂版」還附有編者註，稱「這不是原版」。 
修訂版完全刪除了原版的內容，並指出「這個自我聽析級別解決了全軌跡上失憶的主要原因，並讓人們看到了自己存在的真相。這是第一個真正的OT級別，為存在本身帶來了力量和本土能力的復甦。這可以在旗艦船服務機構完成。 」
根據對教會前高管麥可·林德的採訪，到達「OT第八級」的山達基人認爲其「沒有那麼震撼」:126。

### OT IX 至 OT XV
教會聲稱共有十五個級別可供修行。自1986年以來，山達基教會領袖大衛·密斯凱維吉一直希望「OT第九級」和「OT第十級」能夠在不久的將來發布，但稱需要滿足某些條件，而這些條件也會隨時間而改變。然而據廣泛報道，賀伯特從未寫過「OT第九級」及以上版本；因此，這些級別的作品不存在:153:126–127:Ch.5。

## 批評
越來越多的前山達基人公開指控，該教會鼓勵其成員完成非常昂貴的課程，並自己期望獲得理想的結果；當自我提升未能實現時，則推廣進一步的課程以促進對預期的變化。批評者說，這是一種循環模式，即成員們繼續為這些課程支付越來越多的費用，而有些人甚至在教會的指引下為了實現不可名狀的改變人生的結果，讓自己的家庭背負債務。

### 法律問題和著作權
1980年代「沃勒斯海姆案」審判期間，當「OT第三級」的文件成為法庭公開證據時，1500名山達基人擠滿了法院，每個人都要求複印這些文件，試圖阻止公眾查閱這些文件，從而導致書記官辦公室人滿為患，其他人都無法查閱這些文件:350, 356–357:178-179。
1997年，一位瑞典居民帕努西斯將「OT第五級」（NOT）相關文件的副本發送給瑞典議會等各政府部門，從而根據瑞典公眾獲取官方記錄的原則將這些文件公開。山達基教會對此作出一系列回應：命令山達基人不斷借閱可用的副本，以防止非信徒閱讀；同時發動特別行動盜竊政府文件以便銷毀，但未果；同時起訴他侵犯版權，因為他未經授權在網路上發布這些文件。瑞典最高法院判決憲法的公共文件公開原則優先於著作權。
2008年3月，維基解密解密了山達基教會的「運作中的希坦」所有文件並發佈在其網站上。山達基教會致函維基解密，稱收藏這些文獻為侵害著作權的行為，意即這些文獻的確是教會的教義。然而法院裁定，在教會之外下載、使用、閱讀和實踐這些教義是合法的。

## 外部鏈接
- 運作中的希坦（OT）是什麼意思？——山達基教會台灣
- 山達基技術公告第十四卷，OT全級別步驟（含賀伯特手寫原稿）——維基解密 （英文）
  - 山達基宗教技術中心致維基解密證明原稿屬實的侵權信函 （英文）
- 菲什曼宣誓書全文，內含OT全等級聽析步驟（英文）
- 運作中的希坦 級別 1-8 的摘要（英文）